# SOS-Kinderdorf Niamey
Das SOS-Kinderdorf Niamey (französisch: SOS Village d’Enfants de Niamey) ist eine Einrichtung der Organisation SOS-Kinderdorf im Arrondissement Niamey I der Stadt Niamey in Niger.

## Lage und Infrastruktur
Das SOS-Kinderdorf Niamey befindet sich im urbanen Gemeindegebiet von Niamey nördlich des Stadtzentrums. Es bildet administrativ ein eigenes Stadtviertel (französisch: quartier). Die umliegenden Stadtviertel sind Cité Chinoise im Norden, Lazaret im Osten, Dar Es Salam im Süden und Bobiel im Westen. Das Kinderdorf liegt wie der gesamte Norden von Niamey in einem Tafelland mit einer weniger als 2,5 Meter tiefen Sandschicht.
Die Anlage umfasst zwölf Familienhäuser für 120 Kinder. Diese sind nach verschiedenen Regionen Nigers benannt: Zarmaganda, Tamesna, Aïr, Kawar, Manga, Damergou, Arewa, Ader, Anzourou, Damagaram, Dendi und Azawak. Hinzukommen weitere Häuser für Mitarbeiterinnen und Mitarbeiter, ein Verwaltungsblock mit einer medizinischen Station, eine kleine Sporthalle und ein Fußballplatz. Auf dem Areal befinden sich außerdem eine Grundschule – die école primaire SOS Hermann Gmeiner – für etwa 420 Kinder in 12 Klassen und ein Kindergarten für bis 125 Kinder. Grundschule und Kindergarten können auch von Kindern aus der Nachbarschaft besucht werden.

## Geschichte
Die Grundlage wurde mit der Unterzeichnung eines Partnerschaftsabkommens zwischen der Organisation SOS-Kinderdorf International und der Republik Niger am 20. April 1989 geschaffen. Die Grundsteinlegung erfolgte am 26. Juli 1991. Eröffnet wurde das SOS-Kinderdorf Niamey am 1. April 1993. Die Grundschule wurde 1996 renoviert und erweitert. Der Fußballplatz wurde 1997 mit finanzieller Unterstützung der FIFA neu gestaltet.